# Rollsportverein IGR Remscheid e.V.
Il Rollsportverein IGR Remscheid e.V. è un club tedesco di hockey su pista fondato nel 1962 ed avente sede a Remscheid nel land della Renania Settentrionale-Vestfalia.
Nella sua storia ha vinto 5 campionati nazionali e 1 Coppa di Germania.
La squadra disputa le proprie gare interne presso il Sportzentrum Hackenberg, a Remscheid.

## Palmarès

### Titoli nazionali
6 trofei
- Campionato tedesco: 5
  - 1968, 1969, 1978, 1991-92, 1993-94
- Coppa di Germania: 1
  - 2015-16